# زیردریایی کلاس اوستر
سابمارین کلاس اوستر (به انگلیسی: Osetr-class submarine) یک کلاس از زیردریایی است که طول آن 22 m می‌باشد.